# پائولو روسیچ
پابلو روسیچ (اسپانیایی: Pablo Rosich‎) که بیشتر با عنوان ایتالیایی‌اش «پائولو روسیچ» شناخته می‌شود، یک خواننده تنور اپرا اهل اسپانیا بود.
او که یک هنرپیشهٔ چیره‌دستِ کمدی بود، در نقش‌های اپرایی «باسو بوفو» در کشورهای گوناگون ظاهر شد و شخصیت‌های «تاده‌ئو» در اپرای «دختر ایتالیایی در الجزیره» (جواکینو روسینی) و «بورالی‌کیو» در اپرای «سوء تفاهم عجیب» (جواکینو روسینی) را خلق کرد. وی همچنین اشعار دو اپرایِ «مانوئل گارسیا» را نگاشته است.